# Campione bernoulliano
In statistica si definiscono campioni bernoulliani quei campioni che si ottengono, in un'indagine campionaria, quando le unità della popolazione sono estratte a caso, una per volta, e senza escludere le unità già precedentemente estratte. 
Questo schema di campionamento prende il nome di campionamento casuale con ripetizione (o bernoulliano).  La dizione con ripetizione deriva dal fatto che una stessa unità della popolazione può presentarsi ripetutamente nel campione (può essere estratto più volte lo stesso elemento). Ciò equivale a dire che in ogni estrazione, la probabilità che si verifichi un evento è costante. La dimensione dello spazio campionario, cioè il numero di tutti i possibili risultati dell'estrazione, di tutti i possibili campioni che si ottengono combinando N elementi a gruppi di n, è dato dalle disposizioni con ripetizione di N elementi di classe n.

## Esempio
Un semplice esempio di campionamento bernoulliano può essere costruito estraendo opportunamente n palline da un'urna che ne contiene N. Si estrae una pallina alla volta e questa viene immediatamente reinserita nell'urna, prima di procedere alla successiva estrazione. Evidentemente, la stessa pallina può essere estratta ripetutamente e, quindi, capitare più volte nel campione di n elementi. 
Considerando come popolazione in oggetto le prime 4 lettere dell'alfabeto (a, b, c, d) e considerando i campioni di 2 elementi,
lo spazio campionario associato è dato da tutti i possibili raggruppamenti di 4 elementi a gruppi di 2 che in totale sono 4²=16, ossia:
{\displaystyle aa\,ab\,ac\,ad\,ba\,bb\,bc\,bd\,ca\,cb\,cc\,cd\,da\,db\,dc\,dd.}